# منطقه تفریحی و ملی گلن کنیون
منطقه تفریحی و ملی گلن کنیون (انگلیسی: Glen Canyon National Recreation Area) که گاهی با نام کوتاه شدهٔ (GGNRA) از آن یاد می‌شود یک واحد تفریحی و حفاظتی از مجموعهٔ سازمان سازمان پارک‌های ملی ایالات متحده آمریکا است که شامل منطقهٔ اطراف دریاچه پاول و پایین آب مروارید دره در یوتا و آریزونا با پوششی به محدودهٔ ۱٬۲۵۴٬۴۲۹ هکتار جریب می‌باشد. از طریق ۵ اسکله به ۴ محدودهٔ کمپینگ در دریاچهٔ پاول دسترسی دارد که دارای دو فرودگاه کوچک و قایق‌های اجاره‌ای است